# Galatina Chardonnay
Il Galatina Chardonnay è un vino DOC la cui produzione è consentita nella provincia di Lecce.

## Caratteristiche organolettiche
- colore: giallo paglierino
- odore: delicato e gradevole
- sapore: asciutto, di buona struttura

## Produzione
Provincia, stagione, volume in ettolitri
- nessun dato disponibile